# Tisserin à tête noire
Ploceus melanocephalus
Espèce
Statut de conservation UICN

 LC  : Préoccupation mineure
Statut CITES
Le Tisserin à tête noire (Ploceus melanocephalus) est une espèce de passereaux de la famille des Ploceidae.

## Comportement

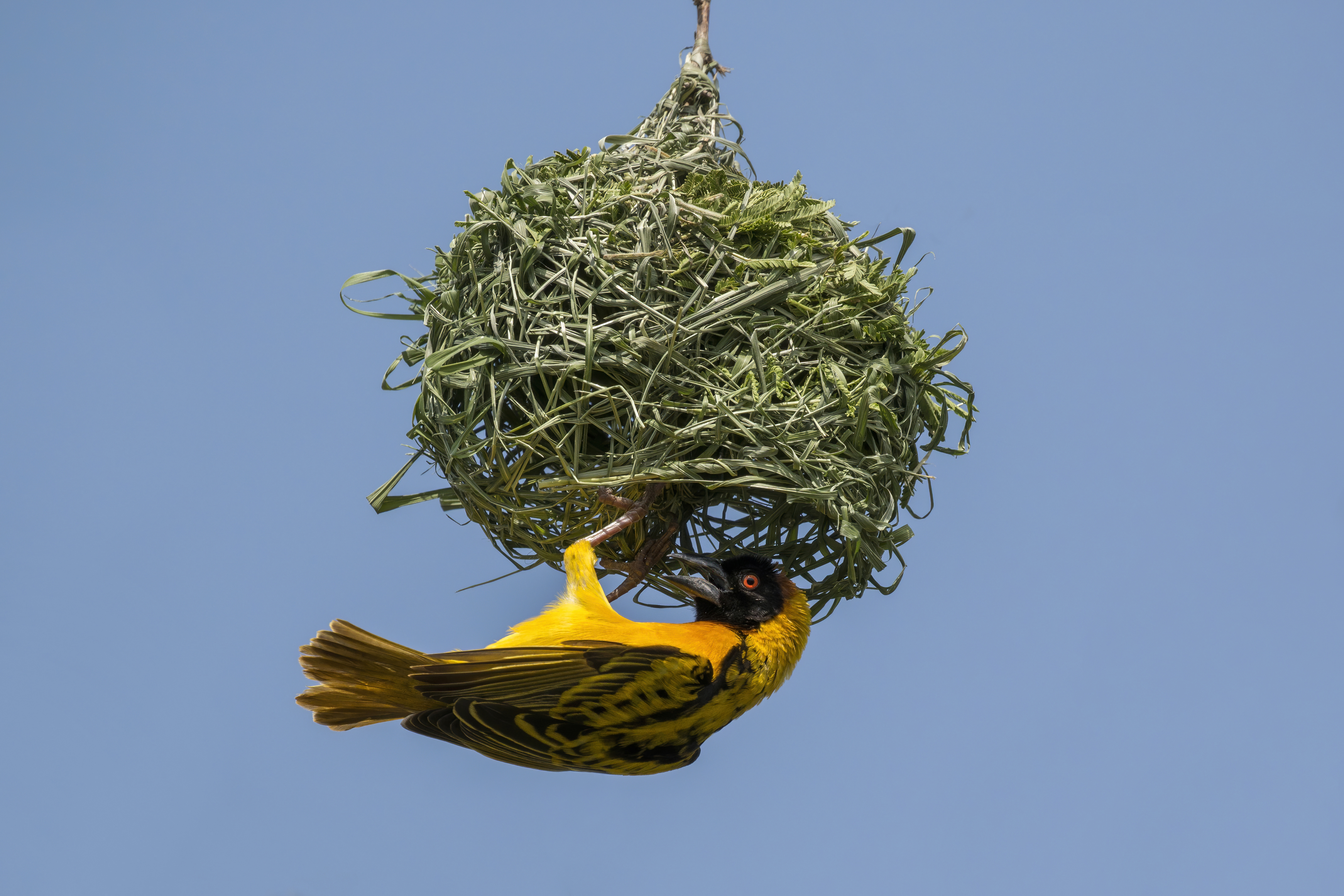
Un tisserin mâle à la construction de son nid ; Queen Elizabeth National Park, Ouganda.

### Reproduction

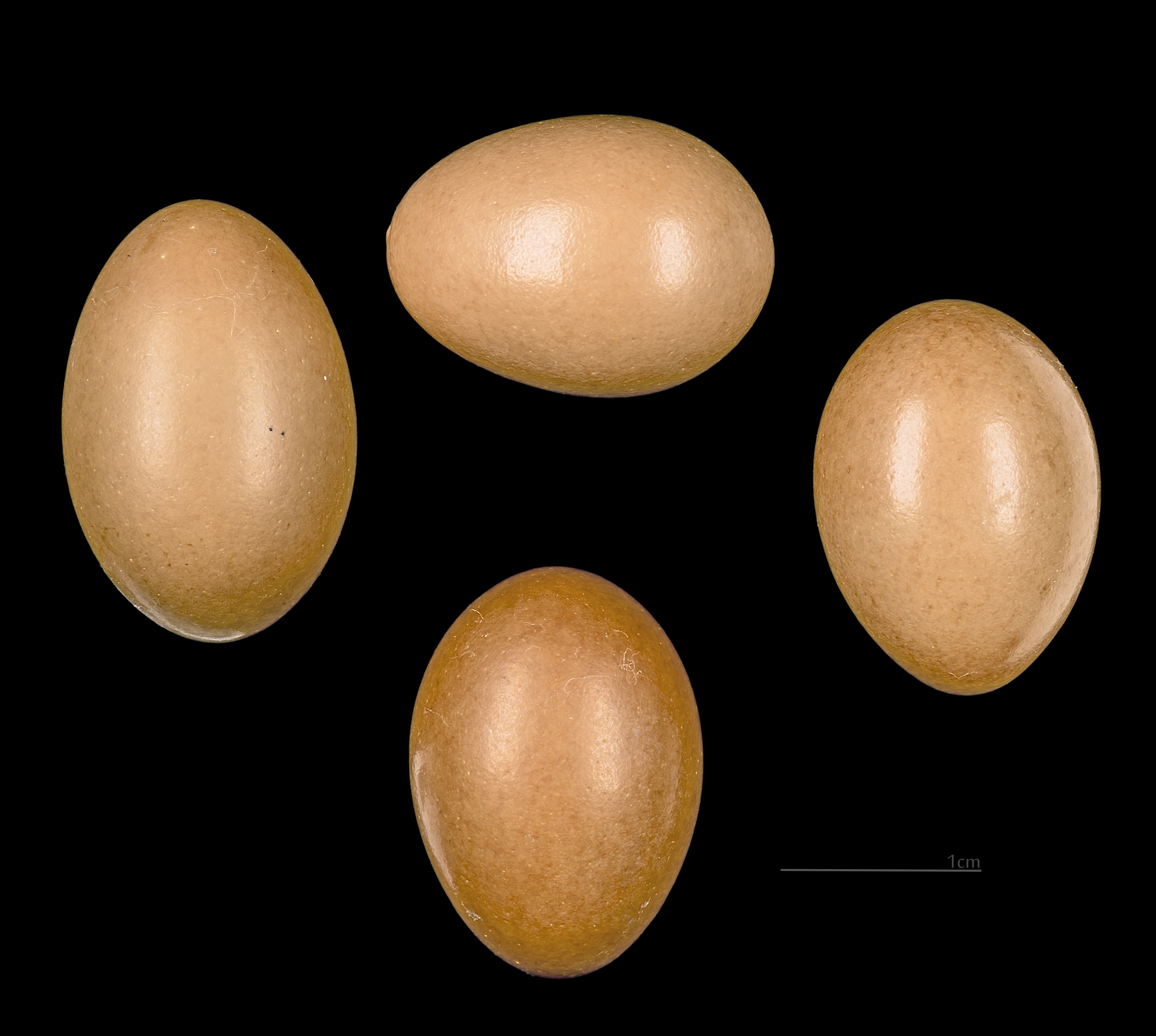
Œufs de Ploceus melanocephalus Muséum de Toulouse

## Répartition et habitat
On le trouve dans les savanes et types de végétations similaires, généralement près des points d'eau, dans l'ouest, le centre et l'est de l'Afrique. Il a été introduit en Espagne et au Portugal.

## Systématique
L'espèce Ploceus melanocephalus a été décrite  par le naturaliste suédois Carl von Linné en 1758, sous le nom initila de Loxia melanocephala.

### Synonyme
- Loxia melanocephala Linné, 1758 (protonyme)

### Sous-espèces
D'après Alan P. Peterson, 5 sous-espèces ont été décrites :
- Ploceus melanocephalus capitalis (Latham) 1790 ;
- Ploceus melanocephalus dimidiatus (Salvadori & Antinori) 1873 ;
- Ploceus melanocephalus duboisi Hartlaub 1886 ;
- Ploceus melanocephalus fischeri Reichenow 1887 ;
- Ploceus melanocephalus melanocephalus (Linnaeus) 1758.